# Cephalochordata
Los cefalocordados (Cephalochordata del griego κεφαλή kephalé, "cabeza" y χορδή khordé, "cuerda"), acranios anfioxos, también llamados peces lanceta y leptocardios (clase Leptocardii), son un subfilo de cordados que habitan en zonas marinas costeras, nadando libremente y semienterrados en los fondos arenosos. Son un grupo reducido (31 especies), caracterizados por poseer una notocorda que en su porción anterior llega hasta el extremo del cuerpo, por delante de la vesícula cerebral. 
Se ha dado gran importancia al estudio de estos organismos, ya que en algún momento fueron considerados como el clado más cercano a los  vertebrados o cordados superiores, más afines a estos últimos que los urocordados (ascidias). Si bien esto ha sido descartado, no hay otro organismo que presente de una manera tan clara las cuatro características distintivas de los cordados (notocorda, cordón nervioso dorsal hueco, hendiduras faríngeas, cola post-anal). Viven en los mares templados y cálidos, enterrados en la arena de fondos poco profundos, de donde asoma al exterior solamente la parte anterior del cuerpo.

## Características
Los céfalocordados son de tamaño pequeño (no más de 8 cm), alargados, lateralmente comprimidos, y afilados en sus dos extremos (con forma lanceolada). A lo largo del dorso se extiende un largo pliegue semejante a una aleta dorsal, que se prolonga en la región posterior para formar una aleta caudal; ventralmente el pliegue longitudinal se extiende hasta el nivel del atrioporo (abertura de la cavidad atrial), mientras que en la zona ventrolateral anterior hay un par de repliegues metapleurales. En el interior de estos pliegues hay cavidades celómicas y se han interpretado como órganos de almacenamiento de nutrientes. Su tegumento delgado permite ver por transparencia varios órganos internos, tales como el órgano rotatorio, la faringe tremada, los miómeros y las gónadas (esto último, en individuos reproductivamente activos).
La boca de los anfioxos se abre dentro de un espacio denominado vestíbulo o cavidad preoral, que se abre ventralmente en el capuchón oral (sostenido por la prolongación anterior de la notocorda), rodeado de cirros orales o peribucales proyectados hacia el exterior. Densas bandas ciliadas en el vestíbulo forman el órgano rotatorio, el cual genera con su movimiento la corriente de agua que ingresa con el alimento en suspensión. 

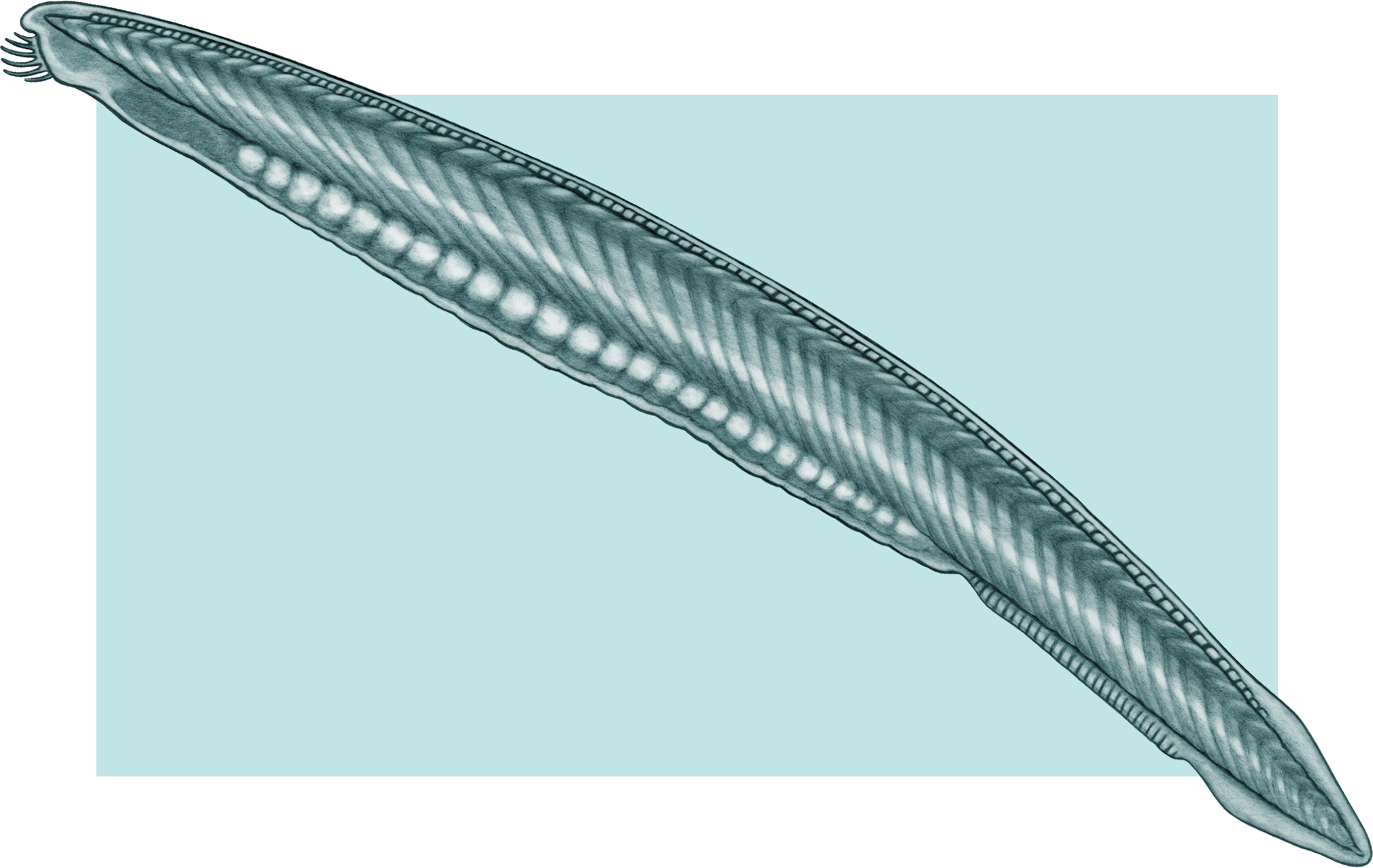
Aspecto externo de un anfioxo. Por transparencia de la pared corporal pueden verse algunas estructuras de la cavidad preoral, los miómeros (paquetes musculares) en forma de V y las gónadas de disposición seriada (metamérica).

La boca es una perforación en la membrana velar o velo que separa esta cavidad preoral de la faringe; esta última está muy bien desarrollada y presenta gran cantidad de tremas separadas por septos metaméricos (aproximadamente 180-200  pares), los cuales se conectan entre sí por puentes transversales denominados sinaptículas. A lo largo del piso de la faringe se extiende el endostilo, un surco que comprende hileras de células ciliadas y mucosas; este endostilo se considera homólogo a la glándula tiroides de los Vertebrata. La faringe está seguida por un corto esófago en el cual desemboca un divertículo intestinal que se proyecta hacia adelante flanqueando a la faringe por el lado derecho; tanto este divertículo como la faringe están rodeados por la cavidad atrial. El tubo digestivo continúa con un intestino ciliado que termina en el ano.  La densa ciliatura del sistema digestivo genera las corrientes de agua que se filtrarán en la faringe y luego conduce el cordón de alimento durante todo su recorrido.
El sistema excretor de estos animales es único dentro de los cordados, pues es metamérico y consta de órganos muy particulares. Este sistema fue considerado históricamente como comparable a los protonefridios de invertebrados; en realidad, las células filtradoras denominadas cirtopodocitos tienen algunas similitudes con los podocitos de los vertebrados.
El sistema circulatorio es cerrado, pero a diferencia de lo que ocurre en los Vertebrados, no hay un órgano central de bombeo de la sangre, sino que poseen varios vasos contráctiles, incluyendo bulbillos metaméricos ubicados en la base de cada septo faríngeo primario.
Las gónadas son metaméricas, tienen entre 25 y 38 pares de ovarios o testículos dispuestos serialmente en el interior de la cavidad atrial. Son dioicos (sexos separados), y tienen fecundación externa. Las larvas, que son nadadoras planctónicas, nacen asimétricas y adquieren simetría bilateral durante la metamorfosis.
La notocorda de los cefalocordados, aunque es homóloga de la de otros Chordata, tiene algunas características únicas. Además de extenderse desde el extremo de la cola hasta el extremo anterior del "rostro", está formada por lamelas discoidales compuestas por células musculares, rodeadas por una vaina de tejido conjuntivo. Estas células musculares están inervadas por el cordón nervioso dorsal y al contraerse, generan mayor rigidez del complejo notocordal. Por encima de la notocorda se halla un cordón nervioso que finaliza en un abultamiento o vesícula cerebral; de ambos lados de ese cordón parten pares de nervios hacia los segmentos musculares del cuerpo. Los órganos  sensoriales incluyen mecanorreceptores (especialmente en el rostro, los cirros peribucales, el velo faríngeo y la cola) y fotorreceptores u ocelos ubicados dorsolateralmente a lo largo del cuerpo (un par de ocelos pigmentados cerca de la vesícula cerebral, y cientos de ocelos adicionales distribuidos en el tronco y cola).

1 - vesícula cerebral; 2 - notocorda; 3 - cordón nervioso; 4 - aleta caudal; 5 - ano; 6 - tubo digestivo; 7 - sistema circulatorio; 8 - atrioporo; 9 - cavidad atrial o perifaríngea; 10 - abertura branquial; 11 - septo branquial; 12 - cavidad bucal; 13 - cirros peribucales; 14 - capuchón preoral; 15 - gónadas (deberían estar dentro de la cavidad atrial); 16 - ocelos (fotorreceptores); 17 - nervios; 18 - repliegue metapleural; 19 - divertículo intestinal

## Clasificación
- Familia Asymmetronidae

- Género Asymmetron

- Asymmetron inferum
- Asymmetron lucayanum 
- Asymmetron maldivense 

- Género Epigonichthys

- Epigonichthys australis (Raffe, 1912)
- Epigonichthys bassanus (Günther, 1884)
- Epigonichthys cingalensis (Kirkaldy, 1894)
- Epigonichthys cultellus Peters, 1877
- Epigonichthys hectori (Benham, 1901)
- Epigonichthys lucayanum (Andrews, 1893)
- Epigonichthys maldivensis (Forster Cooper, 1903)

- Familia Branchiostomidae

- Género Branchiostoma

- Branchiostoma africae Hubbs, 1927
- Branchiostoma arabiae Webb, 1957
- Branchiostoma bazaruten Gilchrist, 1923
- Branchiostoma belcheri (Gray, 1847)
- Branchiostoma bennetti Boschung & Gunter, 1966
- Branchiostoma bermudae Hubbs, 1922
- Branchiostoma californiense Andrews, 1893
- Branchiostoma capense Gilchrist, 1902
- Branchiostoma caribaeum Sundevall, 1853
- Branchiostoma elongatum Sundevall, 1852
- Branchiostoma floridae Hubbs, 1922
- Branchiostoma gambiense Webb, 1958
- Branchiostoma indicum (Willey, 1901)
- Branchiostoma japonicum (Willey, 1897)
- Branchiostoma lanceolatum (Pallas, 1774)
- Branchiostoma leonense Webb, 1956
- Branchiostoma longirostrum Boschung, 1983
- Branchiostoma malayanum Webb, 1956
- Branchiostoma mortonense Kelly, 1966
- Branchiostoma nigeriense Webb, 1955
- Branchiostoma pelagicum Gunther, 1889
- Branchiostoma platae Hubbs,1922
- Branchiostoma senegalense Webb, 1955
- Branchiostoma tattersalli Hubbs, 1922
- Branchiostoma virginiae Hubbs, 1922

## Galería de imágenes

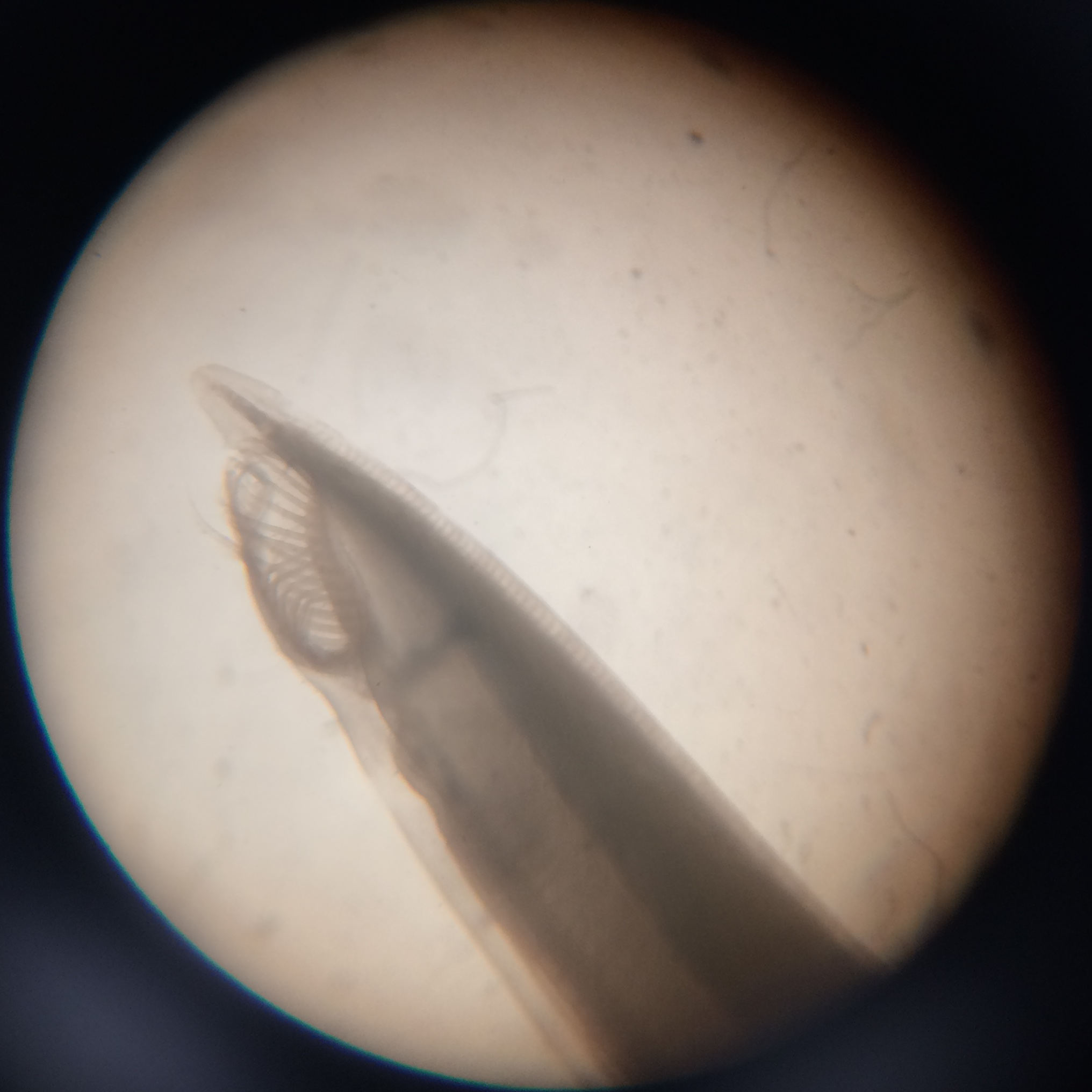
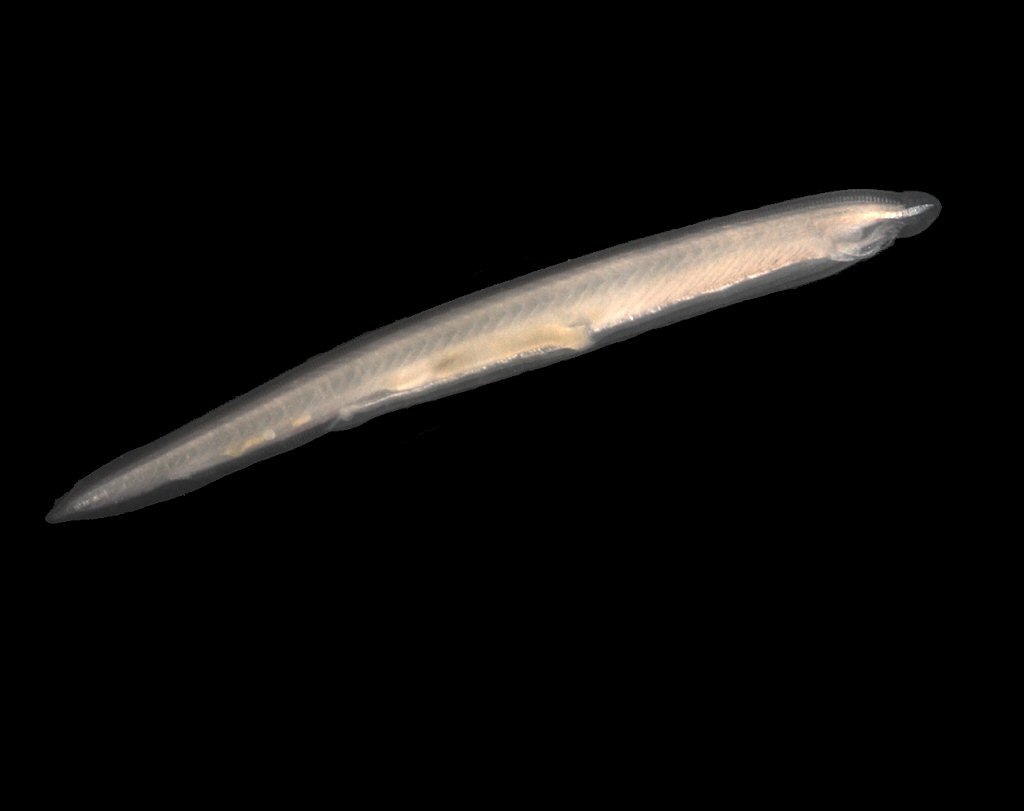
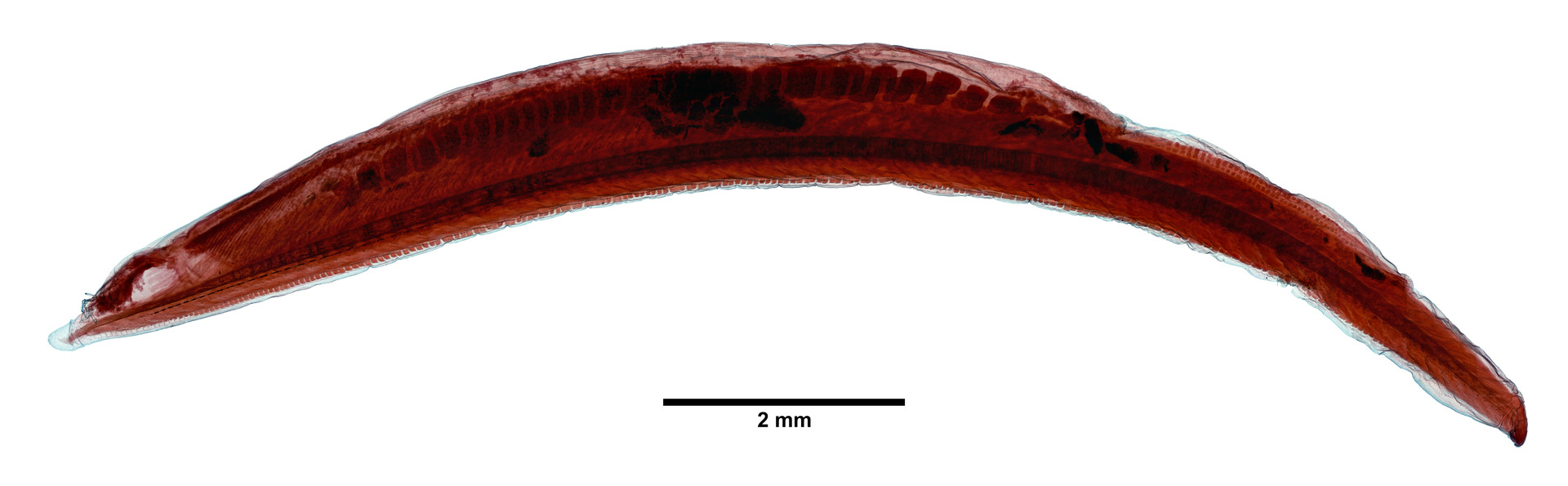
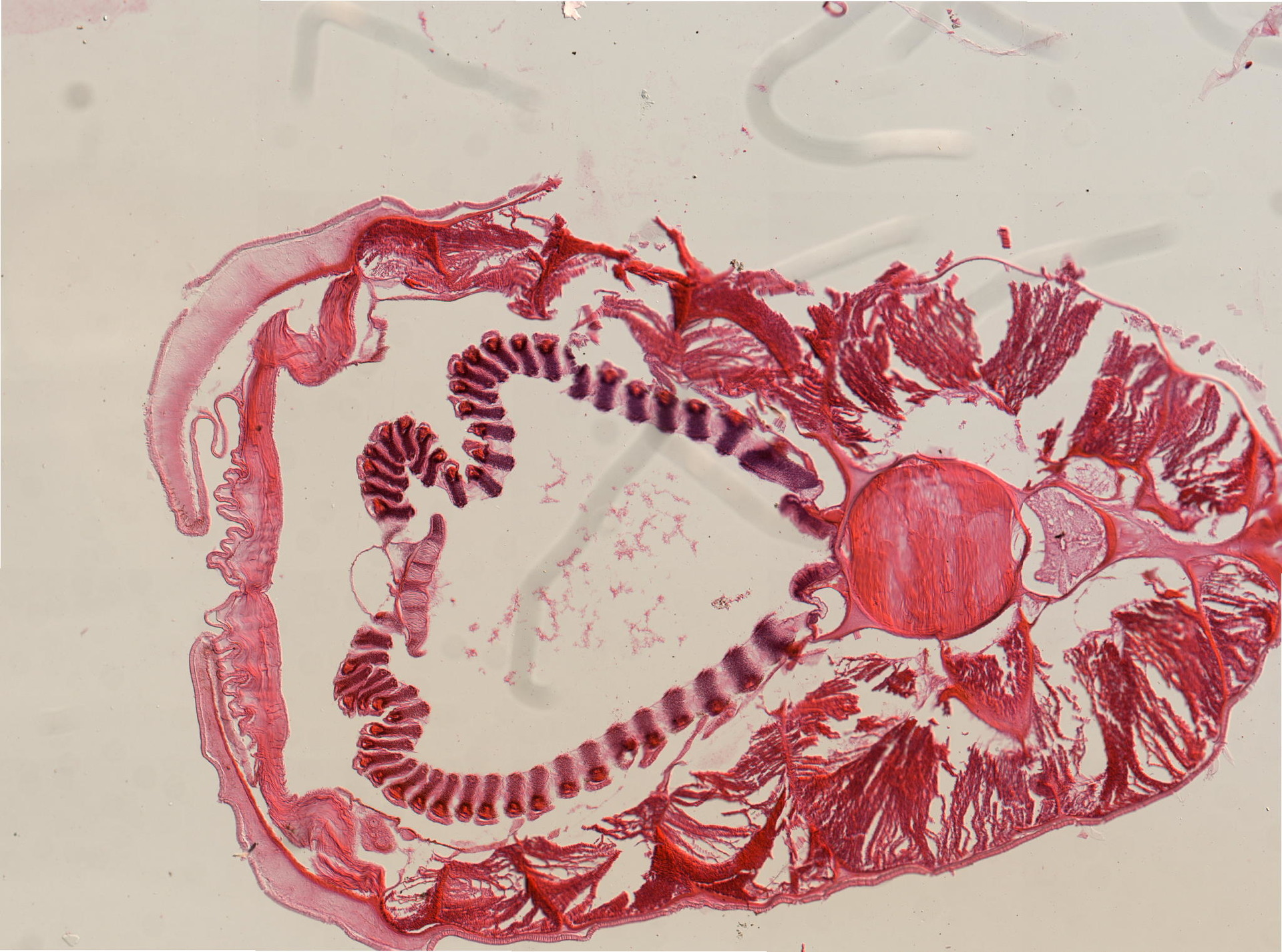
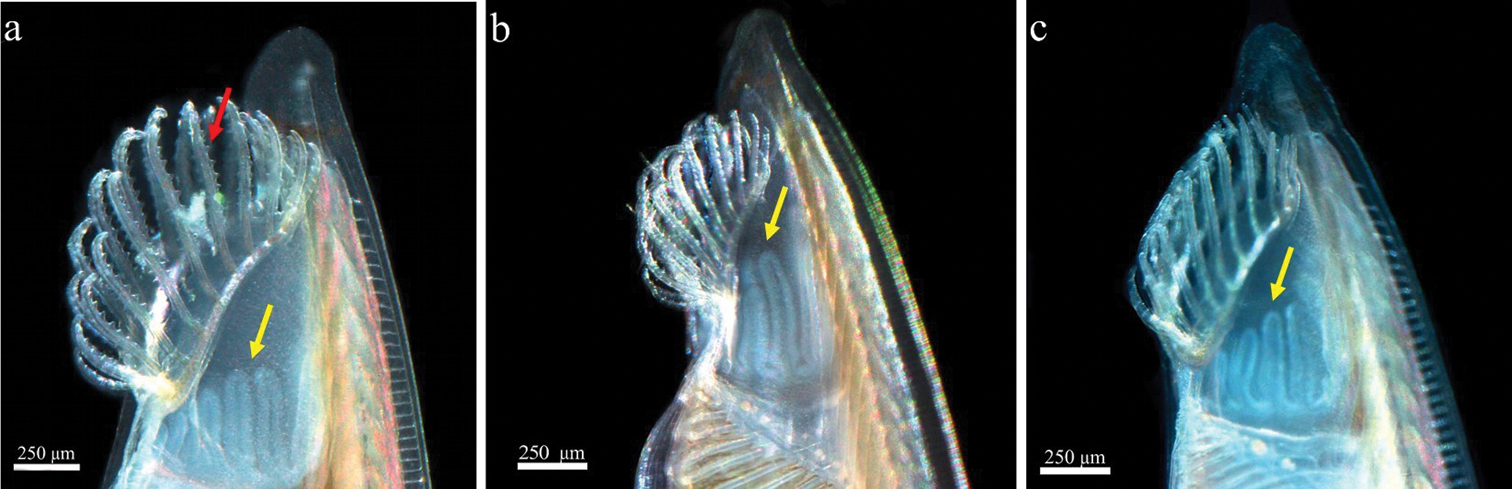